# Rock-A-Bye Baby (Mixtape)
RockABye Baby é o primeiro mixtape da cantora norte-americana Cassie e foi lançado em 11 de abril de 2013.

## História
Em julho de 2012, Cassie escreveu uma carta aos fans explicando o porque da demora do seu segundo álbum e ela mencionou um novo projeto, o mixtape e suas parcerias. Ela disse que seu segundo álbum está demorando pois ela vem mudando-o para melhor. Ela não disse quando ambos projetos serão lançados, só "em breve". Após tanto tempo, ela revela que o mixtape será lançado em 11 de abril, no site do Datpiff.

## Faixas
Lista de faixas confirmadas via Rap-Up.com
| N.º | Título                                     | Produtores(s) | Duração |  |
| 1.  | "Intro"                                    |               | 0:15    |  |
| 2.  | "Paradise" (featuring Wiz Khalifa)         | Da Internz    | 3:57    |  |
| 3.  | "Take Care of Me Baby" (featuring Pusha T) |               | 3:05    |  |
| 4.  | "Addiction" (featuring French Montana)     |               | 3:38    |  |
| 5.  | "Numb" (featuring Rick Ross)               |               | 3:58    |  |
| 6.  | "Sound of Love" (featuring Jeremih)        |               | 4:16    |  |
| 7.  | "I Love It" (featuring Fabolous)           |               | 3:26    |  |
| 8.  | "RockaByeBaby"                             |               | 2:30    |  |
| 9.  | "I Know Whatcha Want"                      |               | 2:21    |  |
| 10. | "Turn Up" (featuring Meek Mill)            |               | 2:33    |  |
| 11. | "Do My Dance" (featuring Too $hort)        |               | 2:29    |  |
| 12. | "Bad Bitches" (featuring Ester Dean)       |               | 2:55    |  |
| 13. | "All My Love"                              |               | 1:54    |  |